# ЛГБТ филмски фестивал у Љубљани
ЛГБТ филмски фестивал у Љубљани је годишњи међународни ЛГБТ филмски фестивал који се одржава у главном граду Словеније. То је најстарији филмски фестивал ове врсте у Европи и најстарији међународни филмски фестивал у Словенији. Он приказује филмове са нехетеросексуалним и нецисродним темама.
Фестивал је покренут 1984. године у главном граду Социјалистичке Републике Словеније, једној од шест република које су чиниле Југославију.
Пројекције се одржавају око 1. децембра - Светског дана борбе против сиде, а фестивал траје око недељу дана.

## Историја
Док је Словенија још била део бивше Социјалистичке Федеративне Републике Југославије, Студентски културни центар у Љубљани (ШКУЦ) основао је своју геј секцију под називом Магнус. Секција је организовала прво издање догађаја у оквиру ширег фестивала о геј култури. Одржано је на више локација у Љубљани: Галерија ШКУЦ, КиноШкуц, Факултет уметности у Љубљани и Диско ФВ.
Од тада, фестивал се одржава једном годишње, изузев 1987. године. Четврто издање фестивала било је, наиме, забрањено од стране државних органа због наводног страха од епидемије АИДС-а.
Фестивал је годинама добио ограничена финансијска средства од државних и градских власти, тако да нису све пројекције у историји фестивала преведене на словеначки језик. Године 1996. Министарство културе Републике Словеније забранило је пројекције без превођења на словеначки језик, тако да су филмови дванаестог издања симултано превођени.
Од 1994. године, главна фестивалска локација је или Кинодвор (од 2004. до 2008) или Словеначка кинотека. Од 2004. године, ЛГБТ филмски фестивал у Љубљани има најмање једну пројекцијску локацију изван Љубљане.
Од 2013. године најбољи филмови фестивала добијају награде од стране жирија и публике. Како је змај симбол Љубљане, награда љубљанског ЛГБТ филмског фестивала је „Ружичасти змај”.
Фестивал је први пут у својој историји подржан од стране Словеначког филмског центра 2018. године.